# Championnat de République tchèque de hockey sur glace 2010-2011
Saison précédente Saison suivante
La saison 2010-2011 est la dix-huitième saison des championnats de hockey sur glace de République tchèque : l’Extraliga, la première division, la 1. liga, second échelon, la 2. liga, troisième division et des autres divisions inférieures.

## Saison régulière
| Place | Équipe                         | PJ | V  | VP | DP | D  | BP  | BC  | Pts |
| ----- | ------------------------------ | -- | -- | -- | -- | -- | --- | --- | --- |
| 1er   | HC Oceláři Třinec              | 52 | 26 | 5  | 8  | 13 | 178 | 136 | 96  |
| 2e    | HC Bílí Tygři Liberec          | 52 | 26 | 5  | 6  | 15 | 159 | 139 | 94  |
| 3e    | HC Vítkovice Steel             | 52 | 26 | 6  | 2  | 18 | 162 | 137 | 92  |
| 4e    | PSG Zlín                       | 52 | 22 | 7  | 8  | 15 | 158 | 134 | 88  |
| 5e    | HC Eaton Pardubice             | 52 | 24 | 3  | 10 | 15 | 146 | 125 | 88  |
| 6e    | HC Mountfield České Budějovice | 52 | 23 | 6  | 4  | 19 | 158 | 131 | 85  |
| 7e    | HC Slavia Prague               | 52 | 21 | 9  | 3  | 19 | 140 | 131 | 84  |
| 8e    | HC BENZINA Litvínov            | 52 | 23 | 2  | 4  | 23 | 133 | 162 | 77  |
| 9e    | HC Plzeň 1929*                 | 52 | 27 | 6  | 3  | 16 | 153 | 145 | 77  |
| 10e   | HC Energie Karlovy Vary        | 52 | 15 | 7  | 12 | 18 | 152 | 154 | 71  |
| 11e   | HC Kometa Brno                 | 52 | 19 | 5  | 1  | 27 | 130 | 146 | 68  |
| 12e   | HC Sparta Prague               | 52 | 14 | 6  | 3  | 29 | 115 | 142 | 57  |
| 13e   | HC Vagnerplast Kladno          | 52 | 10 | 3  | 5  | 34 | 105 | 172 | 35  |
| 14e   | BK Mladá Boleslav              | 52 | 14 | 4  | 5  | 29 | 123 | 158 | 33  |

- Équipe qualifiée pour les séries éliminatoires
- Équipe qualifiée pour le tour préliminaire
- Équipe devant jouer la phase de relégation

## Séries éliminatoires
|  | Quarts de finale               | Quarts de finale   |                    |   | Demi-finales | Demi-finales |  |  | Finale | Finale |
|  | Quarts de finale               | Quarts de finale   |                    |   | Demi-finales | Demi-finales |  |  | Finale | Finale |
|  |                                |                    |                    |   |              |              |  |  |        |        |
|  |                                |                    |                    |   |              |              |  |  |        |        |
|  |                                |                    |                    |   |              |              |  |  |        |        |
|  | Bílí Tygři Liberec             | 3                  |                    |   |              |              |  |  |        |        |
|  | Bílí Tygři Liberec             | 3                  |                    |   |              |              |  |  |        |        |
|  | HC Slavia Prague               | 4                  |                    |   |              |              |  |  |        |        |
|  | HC Slavia Prague               | 4                  | HC Slavia Praha    | 3 |              |              |  |  |        |        |
|  |                                |                    | HC Slavia Praha    | 3 |              |              |  |  |        |        |
|  |                                | HC Vítkovice Steel | 4                  |   |              |              |  |  |        |        |
|  | HC Mountfield České Budějovice | HC Vítkovice Steel | 4                  | 2 |              |              |  |  |        |        |
|  | HC Mountfield České Budějovice |                    |                    | 2 |              |              |  |  |        |        |
|  | HC Vítkovice Steel             | 4                  |                    |   |              |              |  |  |        |        |
|  | HC Vítkovice Steel             | 4                  | HC Vítkovice Steel | 1 |              |              |  |  |        |        |
|  |                                |                    | HC Vítkovice Steel | 1 |              |              |  |  |        |        |
|  |                                | HC Oceláři Třinec  | 4                  |   |              |              |  |  |        |        |
|  | HC Oceláři Třinec              | HC Oceláři Třinec  | 4                  | 4 |              |              |  |  |        |        |
|  | HC Oceláři Třinec              |                    |                    | 4 |              |              |  |  |        |        |
|  | HC BENZINA Litvínov            | 2                  |                    |   |              |              |  |  |        |        |
|  | HC BENZINA Litvínov            | 2                  | HC Oceláři Třinec  | 4 |              |              |  |  |        |        |
|  |                                |                    | HC Oceláři Třinec  | 4 |              |              |  |  |        |        |
|  |                                | HC Eaton Pardubice | 3                  |   |              |              |  |  |        |        |
|  | PSG Zlín                       | HC Eaton Pardubice | 3                  | 0 |              |              |  |  |        |        |
|  | PSG Zlín                       |                    |                    | 0 |              |              |  |  |        |        |
|  | HC Eaton Pardubice             | 4                  |                    |   |              |              |  |  |        |        |
|  | HC Eaton Pardubice             | 4                  |                    |   |              |              |  |  |        |        |

## Poule de relégation
|     | Équipe                | PJ | V  | VP | DP | D  | BP  | BC  | Pts |
| --- | --------------------- | -- | -- | -- | -- | -- | --- | --- | --- |
| 1er | HC Kometa Brno        | 64 | 26 | 5  | 1  | 32 | 163 | 180 | 89  |
| 2e  | HC Sparta Prague      | 64 | 17 | 7  | 3  | 37 | 139 | 177 | 69  |
| 3e  | HC Vagnerplast Kladno | 64 | 18 | 3  | 6  | 37 | 152 | 200 | 59  |
| 4e  | BK Mladá Boleslav     | 64 | 19 | 4  | 5  | 36 | 152 | 194 | 48  |

## Classement final
| Place | Équipe                  |
| ----- | ----------------------- |
| 1er   | HC Oceláři Třinec       |
| 2e    | HC Vítkovice Steel      |
| 3e    | HC Eaton Pardubice      |
| 4e    | HC Slavia Praha         |
| 5e    | Bílí tygři Liberec      |
| 6e    | PSG Zlín                |
| 7e    | HC České Budějovice     |
| 8e    | HC BENZINA Litvínov     |
| 9e    | HC Plzeň 1929           |
| 10e   | HC Energie Karlovy Vary |
| 11e   | HC Kometa Brno          |
| 12e   | HC Sparta Praha         |
| 13e   | HC Vagnerplast Kladno   |
| 14e   | BK Mladá Boleslav       |

## Effectifs médaillés
| Place     | Équipe             | Effectif |
| --------- | ------------------ | --- |
| Champion  | HC Oceláři Třinec  | Gardiens de but : Peter Hamerlík, Martin Vojtek Défenseurs : Josef Hrabal, Stanislav Hudec, Lukáš Krajíček, Martin Lojek, Martin Richter, Daniel Seman, Lukáš Zíb Attaquants : Martin Adamský, Radek Bonk, Erik Hrňa, Ladislav Kohn, David Květoň, Bryan McGregor, Jakub Orsava, Jan Peterek, Vojtěch Polák, Jiří Polanský, Martin Růžička, Václav Varaďa, Marek Zagrapan, Martin Koudelka Entraîneur : Pavel Marek, Břetislav Kopřiva                                                                                  |
| Finaliste | HC Vítkovice Steel | Gardiens de but : Roman Málek, Filip Šindelář, Martin Prusek Défenseurs : Jakub Bartoň, Marek Malík, Ctirad Ovčačík, Petr Punčochář, Denis Rehák, Pavel Trnka, Tomáš Voráček, Lubomír Vosátko Attaquants : Jiří Burger, Michal Hlinka, Rudolf Huna, Peter Húževka, Jan Káňa, Lukáš Klimek, Petr Pohl, Ondrej Šedivý, Petr Strapáč, Juraj Sýkora, Roman Szturc, Roman Tomas, Viktor Ujčík, Petr Vrána Entraîneurs : Mojmír Trličík, Zdeněk Moták                                                                         |
| Troisième | HC Eaton Pardubice | Gardiens de but : Martin Růžička, Adam Svoboda, Filip Landsman Défenseurs : Marek Drtina, Jeff Jillson, František Kaberle, Václav Kočí, Jan Kolář, Branislav Mezei, Petr Mocek, Jakub Nakládal, Aleš Píša Attaquants : Martin Bartek, Jan Buchtele, Jan Kolář, Petr Koukal, Jiří Cetkovský, Robert Kousal, Tomáš Kůrka, Lukáš Nahodil, Adam Pineault, Lukáš Radil, Daniel Rákos, Jan Semorád, Radovan Somík, Jan Starý, Tomáš Sýkora, Jan Šeda, Rastislav Špirko, Tomáš Zohorna Entraîneurs : Josef Jandač, Jan Votruba |